# François Antoine Kirmann
François Antoine Kirmann, né le 2 octobre 1768, à Bischoffsheim où il est mort le 16 octobre 1850, est un militaire français.

## Biographie

### Sous l'Ancien Régime
Il servit d'abord comme hussard dans le régiment Colonel-général, du 2 juillet 1785 jusqu'au 1er mars 1793, époque à laquelle il passa comme maréchal-des-logis dans le 20e régiment de chasseurs, où il fut nommé maréchal-des-logis chef, sous-lieutenant et lieutenant le 1er avril, 6 juin de la même année et 11 brumaire an II.

### Carrière pendant la Révolution française et le Consulat
Il fit toutes les campagnes de la Révolution française de 1792 à l'an IX aux armées du Nord, des Ardennes, de Sambre-et-Meuse, de Rhin-et-Moselle, d'Allemagne, de Belgique et du Rhin, et s'y fit remarquer par sa bravoure chevaleresque. Capitaine, le 1er messidor an II (19 juin 1794), il se distingua le 8 (26 juin 1794) du même mois à la bataille de Fleurus, où il fut blessé d'un coup de feu à la mâchoire inférieure. Le 2 prairial an VIII (22 mai 1800), au combat d'Erbach, le capitaine Kirmann reçut l'ordre du général Decaen de se porter, avec le 1er escadron, devant le château d'Erbach ; il y soutint pendant plus d'une heure une vive canonnade qui lui fit perdre trois hommes et huit chevaux. L'artillerie, placée à la gauche du village de Dellmensingen, se trouvait compromise ; le général envoya Kirmann pour la soutenir. À peine avait-il pris position que l'ennemi, fort d'environ 800 hommes, tenta contre lui une charge vigoureuse afin de s'emparer des pièces. Kirmann soutint valeureusement ce choc, leur tua ou blessa un grand nombre d'hommes, en fit quelques-uns prisonniers, et eut, dans cette affaire, son cheval blessé sous lui. Quelques instants après, il se porta sur le village de Delmesingen, occupé par un bataillon d'infanterie ennemie, chargea intrépidement cette colonne, forte d'environ 500 hommes, la traversa seul sabrant à droite et à gauche, lui enleva son drapeau et lui fit mettre bas les armes. Il poursuivit, en outre, jusque sous les pièces ennemies un peloton de réserve de cavalerie et lui tua un grand nombre d'hommes. Dans la soirée, il chargea avec une quarantaine d'hommes un corps de 600 cavaliers ennemis, traversa seul la colonne à deux reprises, tua cinq Autrichiens, en blessa huit, et après les avoir culbutés et forcés de passer le Danube, il revint avec douze prisonniers. Ce fut dans cette dernière charge qu'il eut un second cheval tué sous lui d'un coup de feu.
Le 25 frimaire an IX (16 décembre 1800), à l'affaire de Neumarck, Kirmann reçut l'ordre du général Richepanse de charger à la tête du régiment sur l'infanterie autrichienne. Il exécuta cet ordre avec tant de promptitude et de précision qu'il culbuta les Autrichiens, les mit en déroute, et fit dans cette circonstance 1 500 prisonniers. Il fut blessé d'un coup de feu qui lui emporta l'annulaire de la main gauche. Le Premier consul, informé de la conduite de cet officier, lui décerna un sabre d'honneur le 19 fructidor an IX (6 septembre 1801).

### Au service de NapoléonIer
Employé à l'armée des côtes de l'Océan en l'an XII et en l'an XIII, et compris comme membre de droit dans la 5e cohorte de la Légion d'honneur, il en fut nommé officier le 25 prairial an XII (14 juin 1804). Passé à la Grande Armée, il fit les campagnes d'Autriche, de Prusse et de Pologne de l'an XIV à 1807, et entra comme capitaine dans les chasseurs à cheval de la Garde impériale le 8 mai 1807. Chef d'escadron le 10 septembre 1808 dans le même régiment, il prit le commandement de la compagnie de mamelouks qui y était attachée, et c'est à la tête de ce corps qu'il fit les campagnes de 1809 en Allemagne, de 1810 et 1811 en Espagne, sous les ordres du général Dorsenne. Créé chevalier puis baron de l'Empire, il prit part à l'expédition de Russie comme major chef d'escadron des chasseurs à cheval de la Garde, et se distingua dans tous les combats qui eurent lieu pendant cette guerre mémorable, notamment le 24 octobre 1812, à la bataille de Maloyaroslavets, où il fut blessé d'un coup de biscaïen à la hanche gauche.
Pendant la campagne de Saxe, le commandant Kirmann se fit encore remarquer par sa bravoure. Le 18 octobre 1813, à la bataille de Leipzig, il fut blessé d'un coup de sabre sur la joue gauche, qui lui brisa toutes les dents de la mâchoire supérieure, d'un autre coup de sabre sur la tête et de plusieurs coups de lance dans le ventre. En 1814, il prit part à tous les faits d'armes de la campagne de France de 1814 au sein de la cavalerie de la Garde. Conservé à son corps pendant la Première Restauration, il se trouva pendant les Cent-Jours aux batailles de Charleroi, de Ligny et de Waterloo en 1815. Licencié et proposé pour la retraite le 2 novembre 1818, il se retira à Rosheim, où il fut autorisé à toucher sa pension par ordonnance royale du 23 mars 1816.

## Source
« François Antoine Kirmann », dans Charles Mullié, Biographie des célébrités militaires des armées de terre et de mer de 1789 à 1850, 1852 [détail de l’édition]

## "La passionnante histoire d'un aïeul" le colonel Baron François Antoine KIRMANN - Michel Busser
- Jean-Paul Baillard, « François Antoine Kirmann (Kehrmann) », Nouveau dictionnaire de biographie alsacienne, vol. 21,‎ 1969